# Gerhart Lüders
Gerhart Lüders (* 25. Februar 1920 in Hamburg; † 31. Januar 1995 in Göttingen)  war ein deutscher theoretischer Physiker, der hauptsächlich über Quantenfeldtheorie arbeitete und dort für die Entdeckung und einen allgemeinen Beweis des CPT-Theorems bekannt wurde. Dieses Theorem wird auch Pauli-Lüders-Theorem genannt und ist eine der fundamentalsten Regeln der Teilchenphysik.
Lüders wurde 1950 in Hamburg promoviert und habilitierte sich 1954 an der Universität Göttingen. Im gleichen Jahr bewies er das CPT-Theorem, und zwar in der Form, dass in einer relativistischen Quantenfeldtheorie mit Paritäts-Invarianz auch die CT-Invarianz gilt Wolfgang Pauli, der wie auch John Bell unabhängig von Lüders dieses Theorem formulierte, gab wenig später einen allgemeineren Beweis. Mit Bruno Zumino leitete Lüders 1958 rigoros das sog. Spin-Statistik-Theorem her und nochmals das CPT-Theorem, diesmal aus allgemeinen feldtheoretischen Axiomen der relativistischen Quantenfeldtheorie (Annahmen wie lokaler Kausalität). 1957 bis 1960 war er Gruppenleiter am Max-Planck-Institut für Physik in München (dessen auswärtiges Mitglied er ab 1961 blieb) und ab 1960 bis zu seiner Emeritierung 1982 Professor in Göttingen.
Lüders untersuchte auch den quantenmechanischen Messprozess mathematisch und beschäftigte sich mit Supraleitung.
Nach ihm ist die Lüders-Messung in der Quantenmechanik benannt, die eine Formalisierung des Messprozesses darstellt.
1959 erhielt er den Physik-Preis der Akademie der Wissenschaften zu Göttingen und 1966  die Max-Planck-Medaille. Seit 1962 war er Mitglied der Akademie der Wissenschaften in Göttingen.